# Molni volumen
- Molni volumen (Vm) je volumen koji zauzima jedan mol nekog plina pri normalnim uvjetima (temperatura 0 °C, tlak 1,013 bara). Za sve idealne plinove on je isti i iznosi  Vm0  = 22,414 L/mol.[1]

- Molni volumen (Vm) je fizikalna veličina definirana kao omjer volumena V i množine (broja molova) tvari n:[2]

{\displaystyle V_{m}={\frac {V}{n}}\qquad \qquad V_{m}^{0}=22,414\quad L/mol}
- Molni volumen pri normalnim uvjetima sadrži uvijek Avogadrov broj jedinki plina (atoma ili molekula), odnosno  6,022·1023  jedinki.

Napomena, među stručnjacima za jezik i kemičarima trenutno nema suglasja da li se pravilno piše "molni volumen" ili "molarni volumen", pa se u praksi koriste obje inačice.

## Zakon volumnih omjera
Francuski znanstvenik Joseph Louis Gay-Lussac je otkrio "Zakon spojnih volumena" (1805.) proučavajući ponašanje plinova. Otkrio je da plinovi međusobno reagiraju i nastaju produkti u volumnim omjerima koji se odnose kao mali cijeli brojevi (pri istim uvjetima). Njegovi pokusi su govorili o postojanju atoma i molekula ali to nije bilo dobro objašnjeno. Objašnjenje je dao Amedeo Avogadro (1811.) koji je pretpostavio da najmanje čestice nekog plina jesu nakupine atoma koje je nazvao molekule.

## Avogadrov zakon
Amedeo Avogadro je definirao svoj zakon o ponašanju plinova:
"Plinovi istih volumena pri istim uvjetima sadrže jednak broj čestica odnosno jednake množine !"
Kasnije je ovaj zakon dobio naziv Avogadrov zakon. Trebalo je pričekati oko pedeset godina da se ovaj zakon prihvati.
Danas znamo sljedeće:
| jednadžba riječima: | vodik  | + | kisik  | = | vodena para |
| kemijska jednadžba: | 2H2    | + | O2     | = | 2H2O        |
| jednadžba množina:  | 2 mola | + | 1 mol  | = | 2 mola      |
| jednadžba volumena: | 44,8 L | + | 22,4 L | = | 44,8 L      |
| jednadžba masa:     | 4 g    | + | 32 g   | = | 36 g        |

## Primjeri računanja

### Volumen 4,032 g vodika
Koliki volumen zauzima 4,032 g vodika pri normalnim uvjetima?
{\displaystyle V^{0}\mathrm {(H_{2})=?} \qquad m\mathrm {(H_{2})=4,032g} \qquad {\frac {m}{M}}={\frac {V^{0}}{V_{m}^{0}}}\qquad V^{0}={\frac {m\cdot V_{m}^{0}}{M}}}
{\displaystyle M\mathrm {(H_{2})=2,016\ g/mol} \qquad V_{m}^{0}=22,4\ \mathrm {L/mol} }
{\displaystyle V^{0}\mathrm {(H_{2})={\frac {4,032\ g\cdot 22,4\ L/mol}{2,016\ g/mol}}=44,8\ L} }

### Volumen 0,5 mola kisika
Koliki volumen zauzima 0,5 mola kisika pri normalnim uvjetima?
{\displaystyle V^{0}(O_{2})=?\qquad n(O_{2})=0,5\ mol\qquad n={\frac {V^{0}}{V_{m}^{0}}}}
{\displaystyle V_{m}^{0}=22,4\ \mathrm {L/mol} }
{\displaystyle V^{0}\mathrm {(O_{2})=0,5\ mol\cdot 22,4\ L/mol=11,2\ L} }